# 中華民國環境部
環境部是中華民國有關環境保護事務的最高主管機關，最初為1971年3月17日成立的「行政院衛生署環境衛生處」，1987年8月22日獨立成為中央二級機關「行政院環境保護署」，2023年8月22日正式升格改制為部。

## 歷史

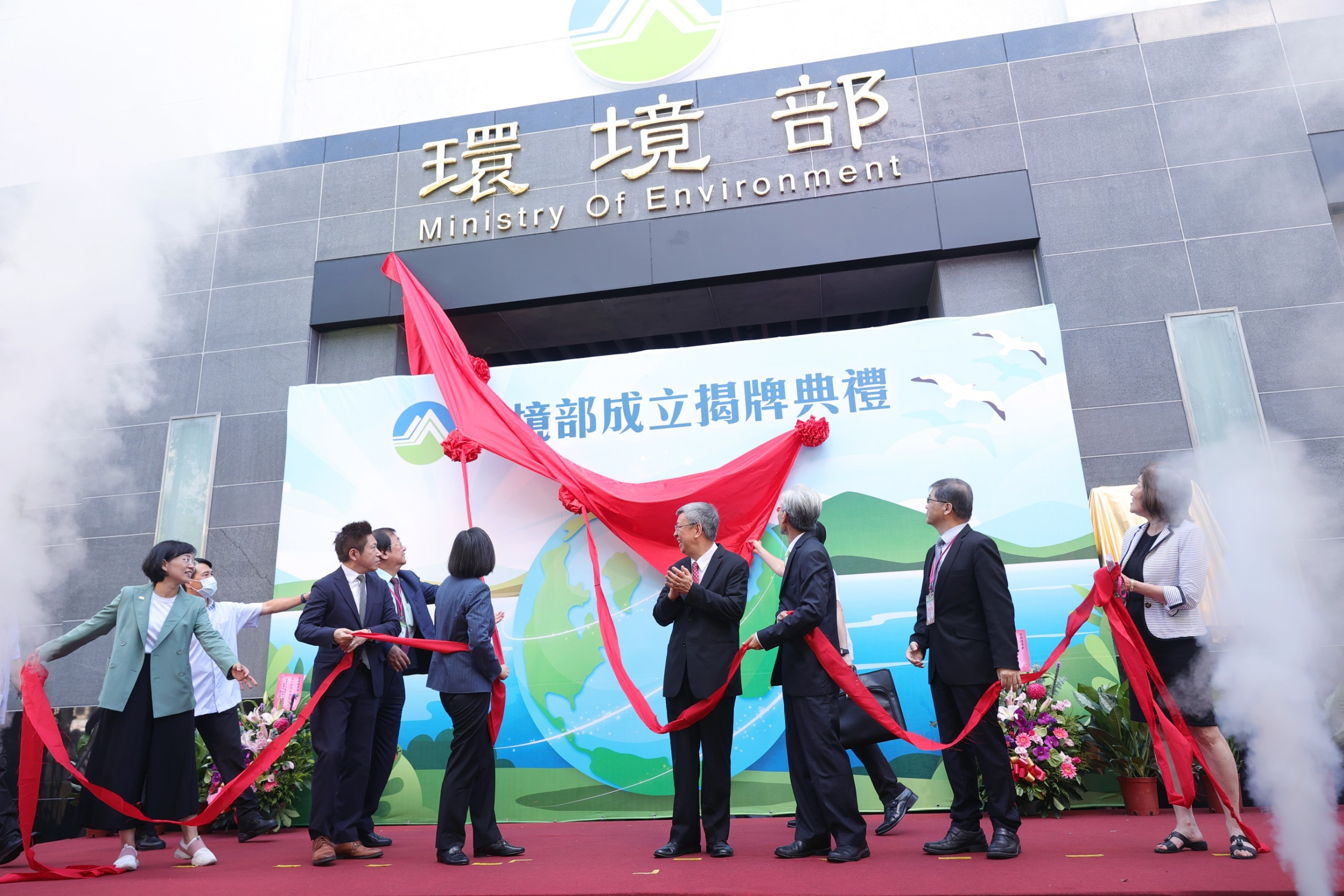
2023年8月22日，環境部成立揭牌典禮

### 中央環境保護
早期相關業務是在公共衛生部門下，在1971年之前由內政部衛生司掌理傳染病防治、地方疾病防治、國際檢疫、環境衛生、保健設施及醫藥管理。
- 1970年2月25日，經濟部工業局成立，工業局第七組掌理工業廢氣、廢水及公害防治協調。
- 1971年3月17日，行政院衛生署成立，下設「行政院衛生署環境衛生處」。經濟部成立「水資源統一規畫委員會」。
- 1979年4月19日，第1627次行政院會議通過《加強臺灣地區環境保護方案》，將建立完整的環境保護行政組織體系。
- 1982年1月29日，行政院衛生署環境衛生處升格為「行政院衛生署環境保護局」，原經濟部水污染防治業務及內政部警政署交通噪音管制業務併入該局，另成立南區環境保護監視中心。
- 1987年8月22日，行政院衛生署環境保護局升格為「行政院環境保護署」，下設綜合計畫處、空氣品質保護及噪音管制處、水質保護處、廢棄物管理處、環境衛生及毒物管理處、管制考核及糾紛處理處、環境監測及資訊處。
- 1991年9月2日成立垃圾焚化廠興建工程處[3]。預計興建21座大型垃圾資源回收（焚化）廠。
- 2010年2月，因應行政院組織改造，修正《行政院組織法》，將環保署升格為「環境資源部」[4]。
- 2011年1月，行政院函審《環境資源部組織法》草案，預計設立下水道及污染防治局、環境保護人員訓練所改為環境教育及訓練所；併入經濟部水利署、交通部中央氣象局並改稱氣象局、內政部營建署國家公園管理處並升格為國家公園署、農業委員會林務局並升格為森林及保育署、農業委員會林業試驗所並改為森林及自然保育試驗所、農業委員會特有生物保育中心改為生物多樣性研究所、農業委員會水土保持局與經濟部礦物局及中央地質調查所並合併升格為水保及地礦署[5]，然並未成功實施。
- 2018年5月，行政院再度函審《環境資源部組織法草案》，預計設立中央氣象署、水資源保育署、水土保持及地質礦產署、毒物及化學物質署、環境管理局、森林及自然保育署、生物多樣性及森林保育研究所[6]，草案三度送立法院審查但因朝野無共識無法完成立法。
- 2021年7月1日，成立「資源循環辦公室」及「氣候變遷辦公室」。
- 2022年1月1日，將一般廢棄物管理、環境衛生管理業務、向海致敬-海岸清潔維護計畫、天災應變及防疫防災窗口等業務移入由環境督察總隊統一辦理[7]。5月5日，行政院通過《環境部組織法草案》[8]，確定環保署將升格為「環境部」。
- 2023年4月22日，氣候變遷辦公室改組為「氣候變遷署籌備處」。5月9日，立法院三讀通過《環境部組織法草案》，環境部設氣候變遷署、環境管理署等五所屬機關（構）[9]。5月24日，制定公布環境部組織法[10]。8月19日，舉行末代署慶活動宣布將沿用原署徽為環境部部徽。8月22日，正式升格為「環境部」。[11]

### 地方環境保護
- 1947年臺灣省政府成立「臺灣省政府衛生處」，負責公害防治及環境衛生之改善暨輔導。
- 1955年，臺灣省政府衛生處設置「臺灣省環境衛生實驗所」。
- 1962年，各縣市「衛生局第二課」主管環境衛生業務。
- 1968年10月，臺北市政府將臺北市政府衛生局清潔大隊及臺北市水肥處理委員會合併成立「臺北市環境清潔處」。
- 1972年5月，高雄市政府將高雄市政府衛生局清潔大隊與高雄市水肥處理委員會合併成立「高雄市清潔管理所」。1977年7月，高雄市改制直轄市，高雄市清潔管理所擴大編制成立「高雄市環境管理處」。
- 1974年，「臺灣省政府建設廳」成立「臺灣省水污染防治所」。
- 1982年7月1日，臺北市環境清潔處與高雄市環境管理處分別改組成立「臺北市政府環境保護局」與「高雄市政府環境保護局」。
- 1983年8月9日，臺灣省水污染防治所與臺灣省環境衛生實驗所合併成立「臺灣省政府衛生處環境保護局」。
- 1984年9月，各縣市政府衛生局第二課掌理環境保護。
- 1988年1月15日，臺灣省政府衛生處環境保護局改制為「臺灣省政府環境保護處」。
- 1988年至1991年間，各縣市政府逐步設立「環境保護局」做為地方環境保護事務的主管機關。
- 1999年7月配合精省作業，臺灣省政府環境保護處改制為「行政院環境保護署中部辦公室」，並於2002年3月1日改制為行政院環境保護署環境督察總隊。
- 2003年1月，連江縣政府成立「連江縣環境保護局」，至此全國各縣市均設有環境保護局。

## 歷任首長
| 任別                  | 圖片                  | 姓名                  | 政黨                  | 就職時間              | 卸任時間              |
| 行政院環境保護署 署長 | 行政院環境保護署 署長 | 行政院環境保護署 署長 | 行政院環境保護署 署長 | 行政院環境保護署 署長 | 行政院環境保護署 署長 |
| --------------------- | --------------------- | --------------------- | --------------------- | --------------------- | --------------------- |
| 1                     |                       | 簡又新 （1946-)       | 無黨籍                | 1987年8月22日         | 1991年5月31日         |
| 2                     |                       | 趙少康 (1950–)        | 中國國民黨            | 1991年6月1日          | 1992年11月15日        |
| 代理                  |                       | 陳龍吉                | 無黨籍                | 1992年11月16日        | 1992年11月20日        |
| 3                     |                       | 張隆盛 (1940–2021)    | 無黨籍                | 1992年11月21日        | 1996年6月9日          |
| 4                     |                       | 蔡勳雄 (1941-)        | 中國國民黨            | 1996年6月10日         | 2000年5月19日         |
| 5                     |                       | 林俊義 (1938–)        | 民主進步黨            | 2000年5月20日         | 2001年3月6日          |
| 6                     |                       | 郝龍斌 (1952–)        | 新黨                  | 2001年3月7日          | 2003年10月5日         |
| 7                     |                       | 張祖恩 (1951–)        | 無黨籍                | 2003年10月6日         | 2005年4月24日         |
| 代理                  |                       | 蔡丁貴 (1949–)        | 無黨籍                | 2005年4月25日         | 2005年6月7日          |
| 8                     |                       | 張國龍 (1938–)        | 民主進步黨            | 2005年6月8日          | 2007年5月20日         |
| 9                     |                       | 陳重信 (1943–)        | 民主進步黨            | 2007年5月21日         | 2008年5月19日         |
| 10                    |                       | 沈世宏 (1949–)        | 無黨籍                | 2008年5月20日         | 2014年3月2日          |
| 11                    |                       | 魏國彥 (1953–)        | 中國國民黨            | 2014年3月3日          | 2016年5月19日         |
| 12                    |                       | 李應元 (1953–2021)    | 民主進步黨            | 2016年5月20日         | 2018年12月3日         |
| 代理                  |                       | 蔡鴻德                | 無黨籍                | 2018年12月4日         | 2019年1月13日         |
| 13                    |                       | 張子敬                | 無黨籍                | 2019年1月14日         | 2023年8月21日         |
| 環境部 部長           |                       |                       |                       |                       |                       |
| 1                     |                       | 薛富盛 (1959–)        | 無黨籍                | 2023年8月22日         | 2024年5月19日         |
| 2                     |                       | 彭啓明 (1970–)        | 無黨籍                | 2024年5月20日         | 現任                  |

## 組織架構
環境部是各直轄市、縣（市）環境保護局的監督機關。
- 部長（政務特任）
  - 政務次長（2名、比照簡任第十四職等）
  - 常務次長（1名、列簡任第十四職等）
    - 主任秘書（簡任第十二職等）

輔助單位
- 秘書處
- 人事處
- 會計處
- 統計處
- 法制處
- 政風處

業務單位
- 綜合規劃司
- 環境保護司
- 大氣環境司
- 水質保護司
- 監測資訊司

駐外單位
所屬機關（構）
- 氣候變遷署
- 資源循環署
- 化學物質管理署
- 環境管理署
- 國家環境研究院[9]

## 外部連結
- 環境部 （页面存档备份，存于） （繁體中文）（英文）
- 環境部Facebook
- 環境部Instagram